# Стрельник, Михаил Михайлович
Михаи́л Миха́йлович Стре́льник (род. 27 мая 2000, Брюховецкая, Краснодарский край, Россия) — российский футболист, полузащитник клуба «Калуга».

## Карьера
Воспитанник московского клуба «Строгино», в котором начинал карьеру в 2019 году. В 2020—2021 годах находился в системе «Краснодара», где выступал за его вторую и третью команды. В феврале 2022 года находился на просмотре в «Рубине», однако, полученная на сборах травма помешала подписанию контракта. В последний день трансферного окна пополнил ряды клуба «Олимп-Долгопрудный». В августе того же года перешёл в грузинский клуб Эровнули лиги «Самгурали». Дебютировал в элитном дивизионе 20 августа в матче против «Сиони» (0:0), на 84-й минуте заменив Демира Чихладзе. В феврале 2023 года подписал контракт с ростовским СКА. В сезоне 2023/24 защищал цвета клуба «Вест Армения». Летом 2024 года пополнил ряды «Телави». В январе 2025 года перешёл в «Калугу».

## Личная жизнь
В августе 2022 года стало известно, что Михаил Стрельник встречается с дочерью футболиста Михаила Осинова Ариной.